# Saint-Guillaume (Québec)
Pour les articles homonymes, voir Saint-Guillaume.
Saint-Guillaume (anciennement Saint-Guillaume-d'Upton) est une municipalité dans la municipalité régionale de comté de Drummond au Québec, située dans la région administrative du Centre-du-Québec.

## Toponymie
Elle est nommée en l'honneur de William Grant (1782-1848), baron de Longueuil, propriétaire du canton d'Upton de 1806 à 1848.

## Histoire
En 2021, le maire sera plutôt satisfait de son bilan : "En décembre 2020, le maire Robert Julien avait laissé entendre que l’année 2021 à Saint-Guillaume allait être remarquable" ,.

## Géographie
La rivière David traverse la municipalité du nord-est au nord-ouest.

## Démographie
| 1996  | 2001  | 2006  | 2011  | 2016  | 2021  |
| ----- | ----- | ----- | ----- | ----- | ----- |
| 1 598 | 1 575 | 1 578 | 1 547 | 1 476 | 1 491 |

## Administration
Les élections municipales se font en bloc pour le maire et les six conseillers.
| Saint-Guillaume Maires depuis 2003                                                                                   |                     |         |          |
| Élection | Maire               | Qualité | Résultat |
| 2003 | Camillien Belhumeur |         | Voir     |
| 2005 | Jean-Pierre Vallée  |         | Voir     |
| 2009 | Jean-Pierre Vallée  | Voir    |          |
| 2013 | Jean-Pierre Vallée  | Voir    |          |
| 2017 | Robert Julien       |         | Voir     |
| 2021 | Robert Julien       | Voir    |          |
| Élection partielle en italique Depuis 2005, les élections sont simultanées dans toutes les municipalités québécoises |                     |         |          |

## Économie
La Fromagerie Saint-Guillaume est la principale entreprise de la municipalité.

## Éducation
L'école Saint-Guillaume désert la communauté.

## Personnalités
- Gonzalve Desaulniers (1863-1960) poète canadien.